# Кіла О'Саллівен
Кіла О'Саллівен (англ. Rachel Kealaonapua O'Sullivan, 3 листопада 1950) — американська стрибунка у воду.
Призерка Олімпійських Ігор 1968 року.